# Association des travailleurs communistes
 (septembre 2024).
Si vous disposez d'ouvrages ou d'articles de référence ou si vous connaissez des sites web de qualité traitant du thème abordé ici, merci de compléter l'article en donnant les références utiles à sa vérifiabilité et en les liant à la section « Notes et références ».
 (avril 2024).
L'Association des Travailleurs Communistes était un parti politique anti-révisionniste au Royaume-Uni.
En 1969, il prit naissance comme une scission de la Ligue Marxiste-Léniniste Révolutionnaire autour de Harpal Brar. Initialement considéré comme maoïste, il consacra du temps à œuvrer au sein du mouvement des femmes via son "Union des femmes pour la libération". Grâce à Brar, le groupe était étroitement lié à l'Association des travailleurs indiens, à l'Association des communistes indiens et à la Société Stalinienne.
Le groupe a progressivement évolué du maoïsme vers l'anti-révisionnisme, et en 1997, ils ont officiellement dissous l'ACW et ont rejoint le Parti socialiste du travail (SLP). Lorsque beaucoup d'entre eux ont quitté le SLP en 2004, ils ont fondé le Parti communiste de Grande-Bretagne (marxiste-léniniste).